# Takazumi Katayama
Takazumi Katayama, född den 16 april 1951 är en före detta roadracingförare från Japan som blev världsmästare i 350GP-klassen 1977 och var den förste japanen att vinna en VM-titel.

## Segrar 500GP
| Nr | Grand Prix | År   |
| -- | ---------- | ---- |
| 1  | Sverige    | 1982 |

## Segrar 350GP
| Nr | Grand Prix   | År   |
| -- | ------------ | ---- |
| 1  | Västtyskland | 1977 |
| 2  | Frankrike    | 1977 |
| 3  | Jugoslavien  | 1977 |
| 4  | Sverige      | 1977 |
| 5  | Finland      | 1977 |
| 6  | Venezuela    | 1978 |
| 7  | Västtyskland | 1978 |

## Segrar 250GP
| Nr | Grand Prix | År   |
| -- | ---------- | ---- |
| 1  | Sverige    | 1974 |
| 2  | Sverige    | 1976 |
| 3  | Spanien    | 1977 |